# Lucie Trmíková
Lucie Trmíková (* 17. července 1969 Kolín) je česká divadelní a filmová herečka, zpěvačka a scenáristka, držitelka Ceny Alfréda Radoka za nejlepší ženský herecký výkon a Ceny Thálie v kategorii činohra.

## Život a kariéra
Lucie Trmíková se narodila v 17. července v Kolíně. V roce 1991 ukončila studium na Divadelní fakultě AMU, obor herectví. Je bývalou členkou souboru Divadla komedie a Divadla Miriam divadelní společnosti Petrklíč. Působila též jako lektorka herecké dílny pořádané občanským sdružením Petrklíč. V roce 1997 získala za roli Terezky ve stejnojmenné hře Lenky Lagronové (Divadlo komedie) Cenu Alfréda Radoka. V roce 2019 získala za roli Anny v inscenaci Soukromé rozhovory (divadelní spolek Jedl Praha) Cenu Thálie v kategorii činohra – ženy.
Osobnost Simone Weilové, francouzské filosofky, sociální reformátorky a mystičky, inspirovala Lucii Trmíkovou k napsání hry Mlčky křičet. Hru uvedlo roce 2014 Studio Hrdinů. Autorka sama ztvárnila hlavní roli Simony Weilové, v roli konferenciéra a zároveň všech postav, jež prošly životem Simone Weilové, se představil Saša Rašilov. Režie se ujal Jan Nebeský.
Od roku 2021 vyučuje činoherní herectví na pražské DAMU.

## Divadelní angažmá a role (výběr)
- Věrka (Lenka Lagronová: Miriam. Divadlo Komedie, režie Jan Nebeský), 1995[8]
- Terezka (Lenka Lagronová: Terezka. Divadlo Komedie, režie Jan Nebeský), 1997
- Hilda Wangelová (Henrik Ibsen: Stavitel Solness, režie Jan Nebeský), 1999[9]
- Gina (Henrik Ibsen: Divoká kachna. Divadlo v Dlouhé), 2005[10]
- Jana z Arku (Divadlo Miriam, režie Jan Nebeský), 2007[11]
- Adriana, žena Antifola z Efezu (William Shakespeare: Komedie omylů. Letní Shakespearovské slavnosti 2009)[12]
- Bába (NoD Quijote, experimentální prostor NoD pražského klubu ROXY, režie Jan Nebeský), 2010[13]
- Peklo: Dantovské variace (experimentální prostor NoD, scénář Lucie Trmíková, režie Jan Nebeský), premiéra 30. září 2014[14][15]
- Simone Weilová (Lucie Trmíková: Mlčky křičet. Studio Hrdinů, režie Jan Nebeský), 2014

## Filmografie
- Dvojčata (TV film) (1988)
- Královna štěstí (TV film) (1989)
- Tajemství Popelčina střevíčku (TV film) (1990)
- Ordinace v růžové zahradě (TV seriál) (2005)
- To nevymyslíš! (TV seriál) (2005)
- Na vlastní nebezpečí (2007)[16]
- Světla pasáže (TV seriál) (2007)
- Ferda (studentský film) (2009)
- Cizí pokojíček (studentský film) (2009)
- Tambylles (studentský film) (2011)
- Život a doba soudce A. K. (TV seriál) (2014)
- SM Kabaret: Krimikabaret (divadelní záznam) (2014)
- Pojedeme k moři (2014)[17][18]